# ヴィヴィエ
ヴィヴィエ （Viviers、オック語:Vivièrs）は、フランス、オーヴェルニュ＝ローヌ＝アルプ地域圏、アルデシュ県のコミューン。

## 地理
ヴィヴィエはローヌ川右岸に位置する。コミューン内をローヌ川とエスクテ川が横切る。

## 歴史

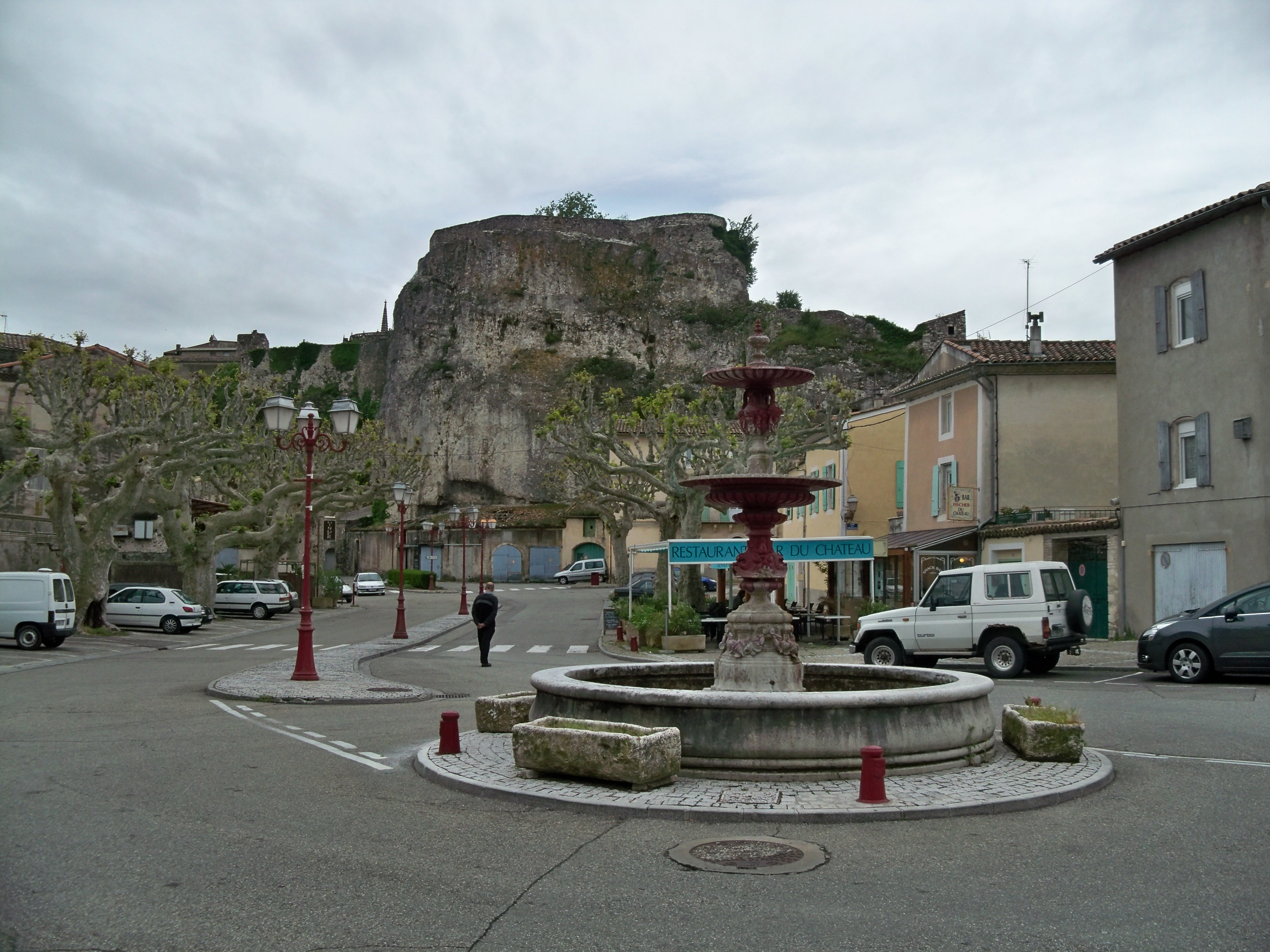
ヴィヴィエの街中に残る泉

考古学者イヴ・エスキューの発掘によって、広場の跡やローマ時代のヴィッラの柱の基礎部分が見つかった。
3世紀から5世紀にかけ、蛮族の侵入から逃れるためキリスト教の司教たちがヴィヴィエに避難してきた。多くのカテドラルがその後建設された。司教の住居は5世紀から存在している。9世紀にロタール1世やシャルル大胆王によって憲章が追認され、町は強力な司教のまちとなっていった。ヴィヴィエは最初プロヴァンス王国に併合され、1032年にブルグント王ロドルフ3世が死ぬと神聖ローマ帝国の一部となり、1308年まで治められた。
ヴィヴィエ司教はリヨン大司教とともにヴィヴァレ地方の真の主人であり、14世紀にフィリップ端麗王によってリヨンが併合されるまで、ヴィヴァレの独立性を求めて争っていた。
ヴィヴィエを含むヴィヴァレ南部は、15世紀にフランス王と司教の宗主権を認めていた。司教はヴィヴィエ伯、ドンゼールおよびシャトーヌフ・デュ・ローヌ公の称号を持っていた。

## 人口統計
| 1962年 | 1968年 | 1975年 | 1982年 | 1990年 | 1999年 | 2006年 | 2011年 |
| ------ | ------ | ------ | ------ | ------ | ------ | ------ | ------ |
| 3442   | 3389   | 3194   | 3282   | 3407   | 3413   | 3841   | 3895   |

参照元:1999年までEHESS、2004年以降INSEE

## 史跡
かつて司教座の町であったため、貴重な邸宅や興味深い宗教建築が残る。

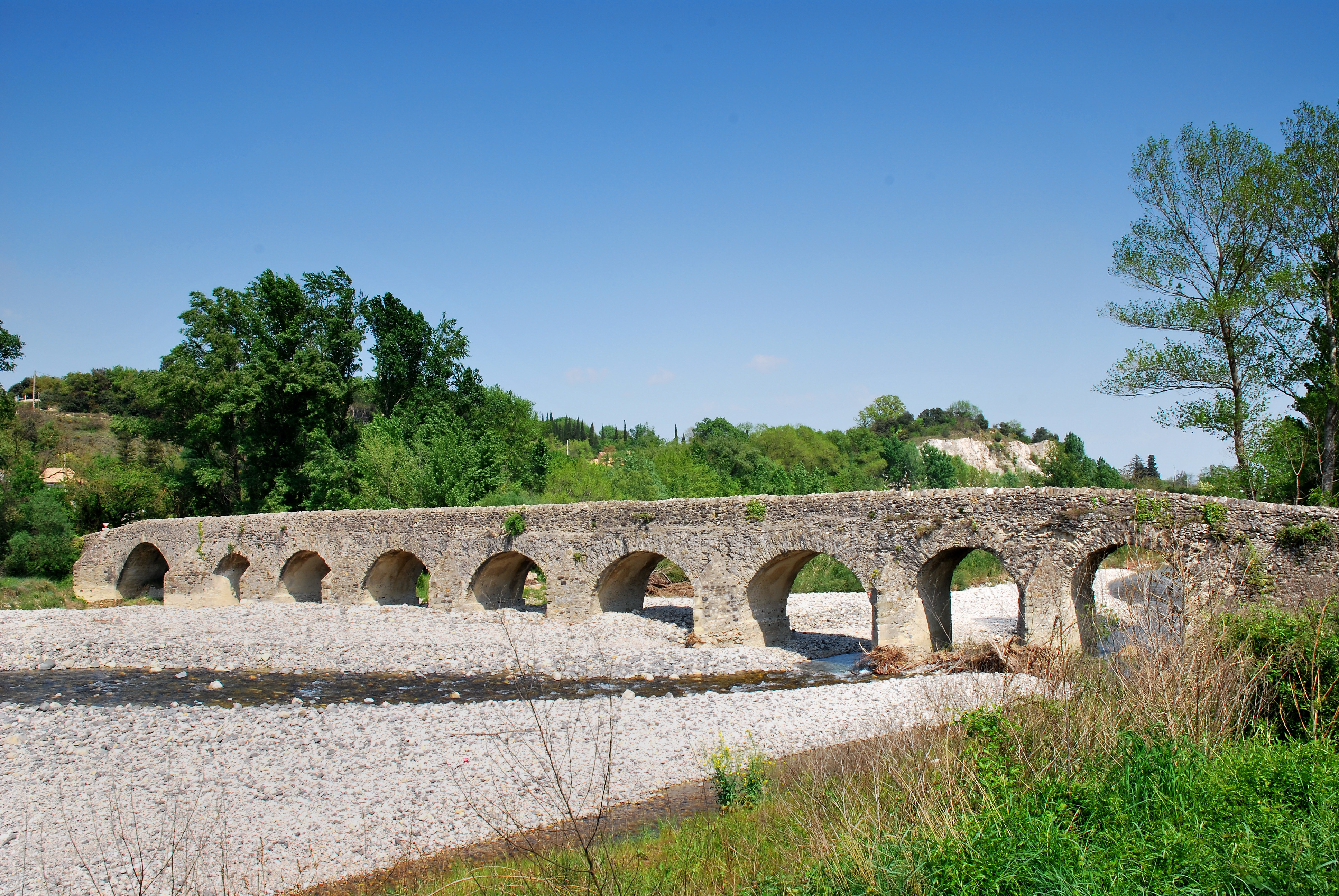
ローマ時代の橋
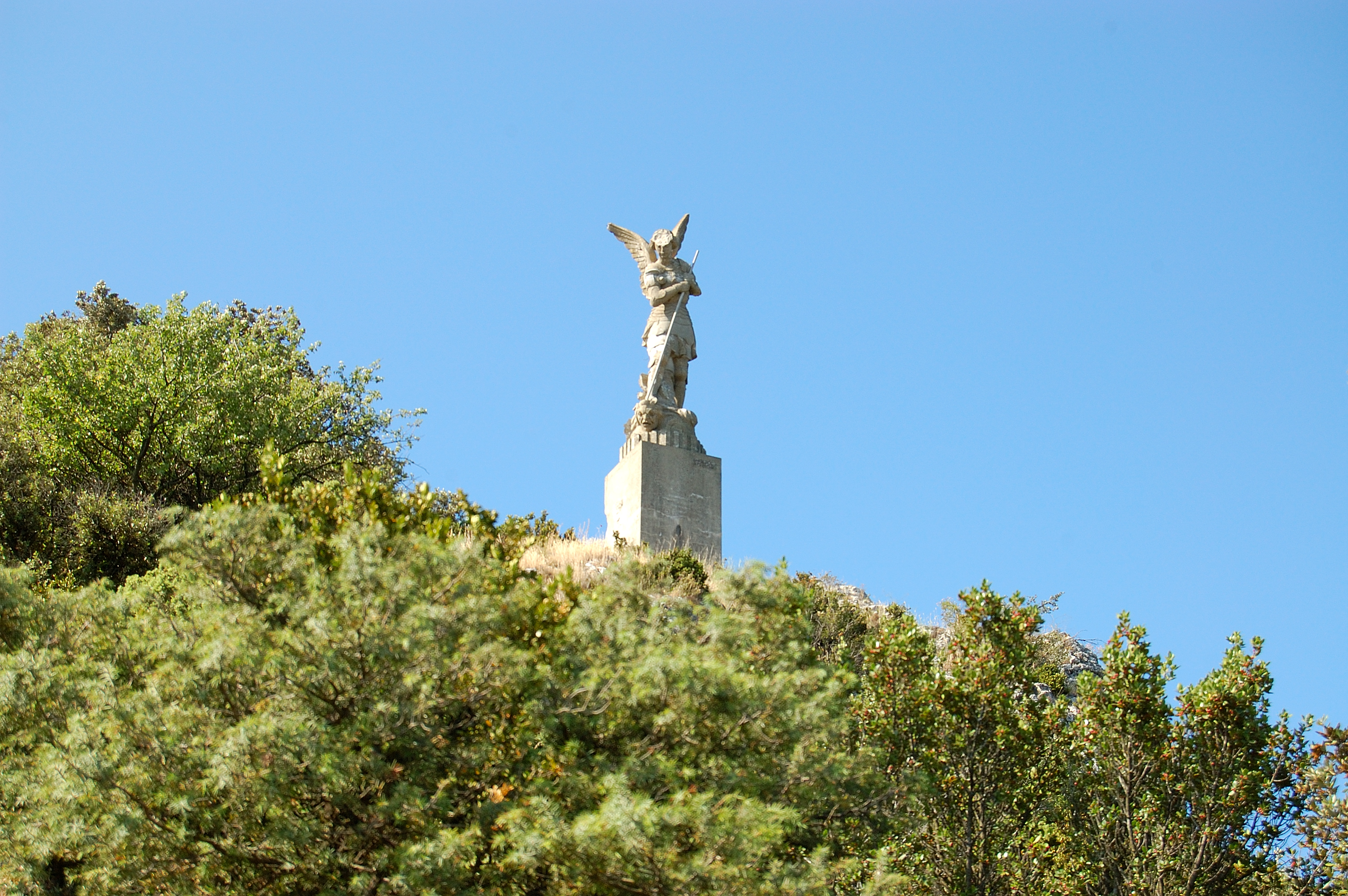
山の頂上にある大天使ミシェル像
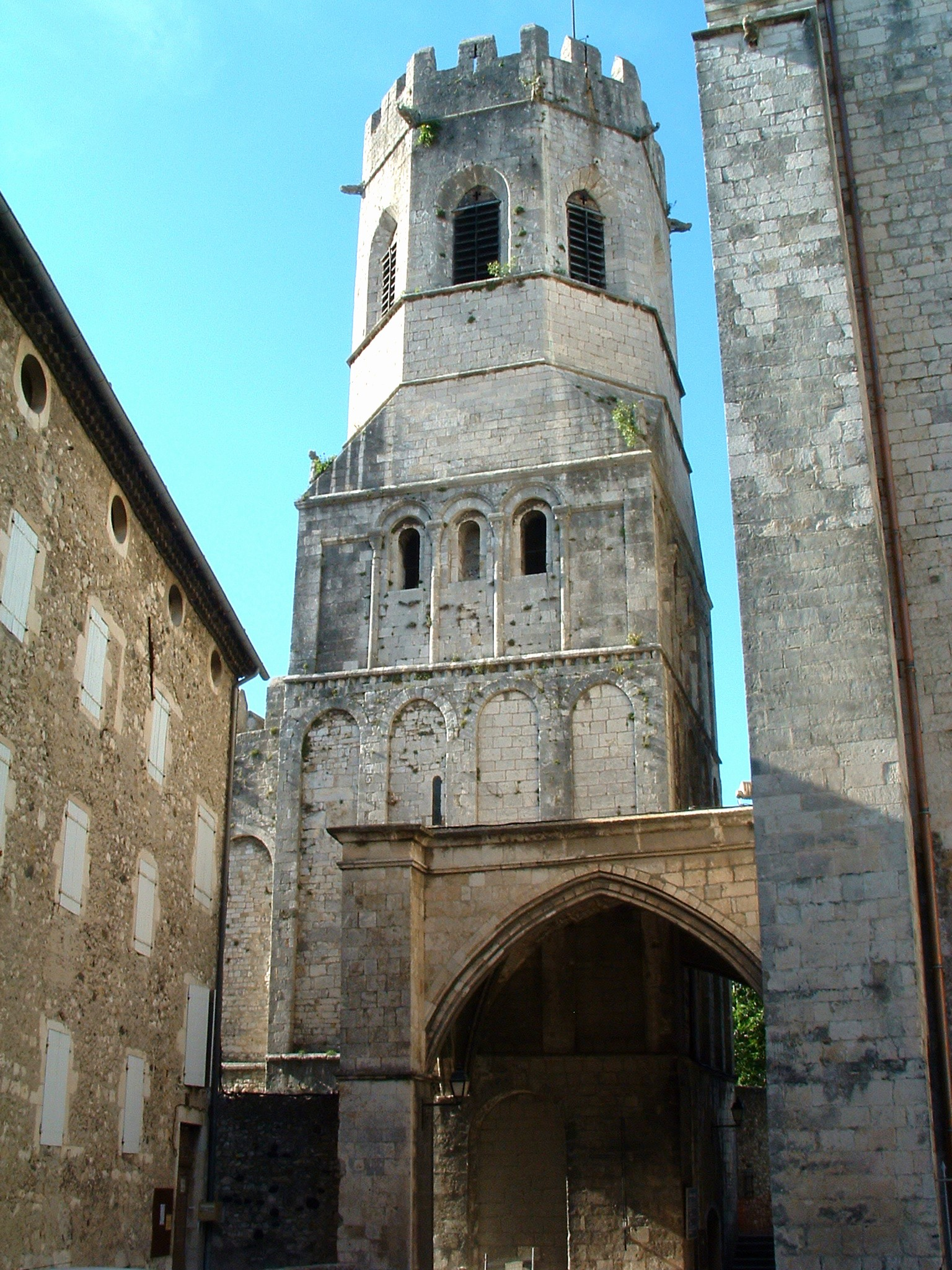
カテドラル付属の塔
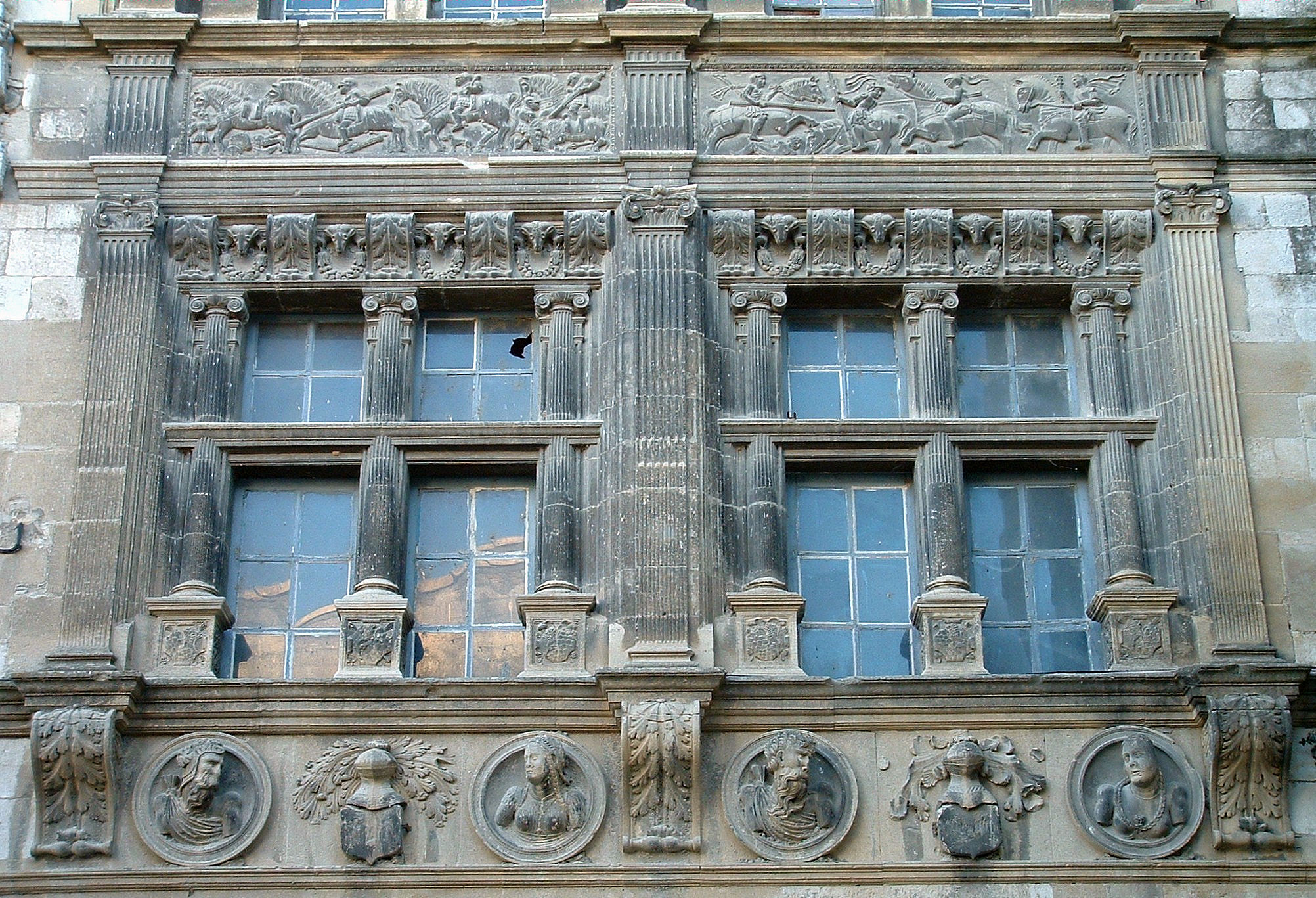
ルネサンス建築のメゾン・ド・シュヴァリエ
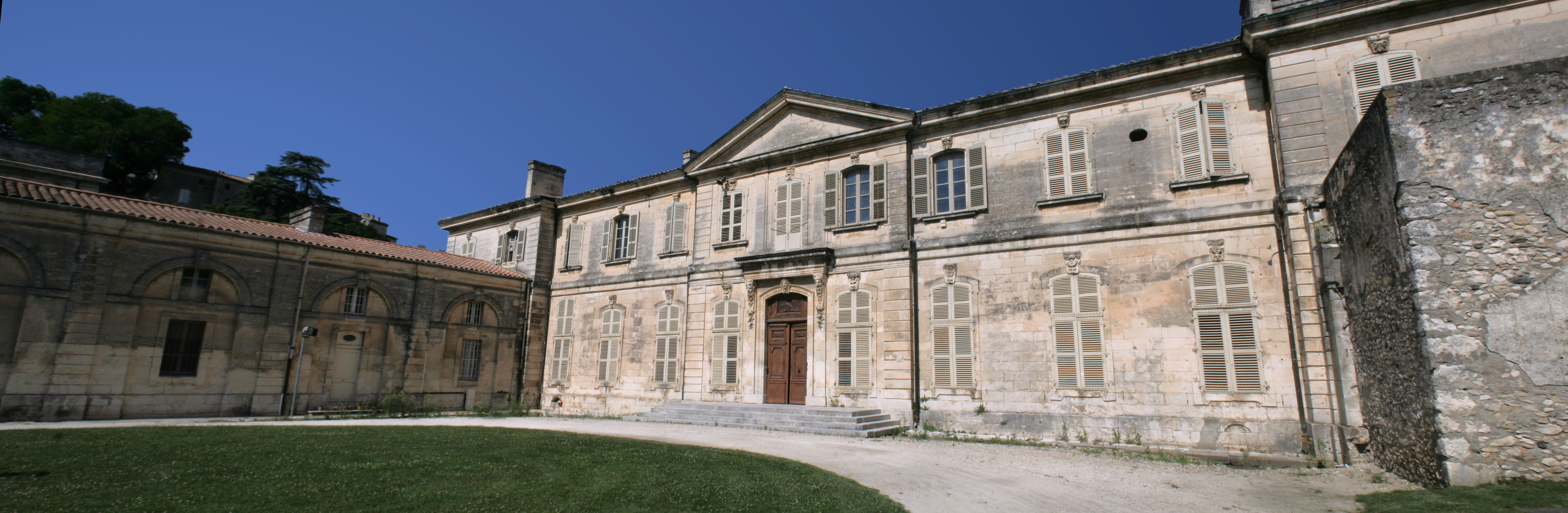
現在は役場となっている司教邸宅

## ゆかりの人物
- 福者シャルル・ド・フーコー - 司祭の叙階をヴィヴィエで受けた